# رقص کلاسیک هندی

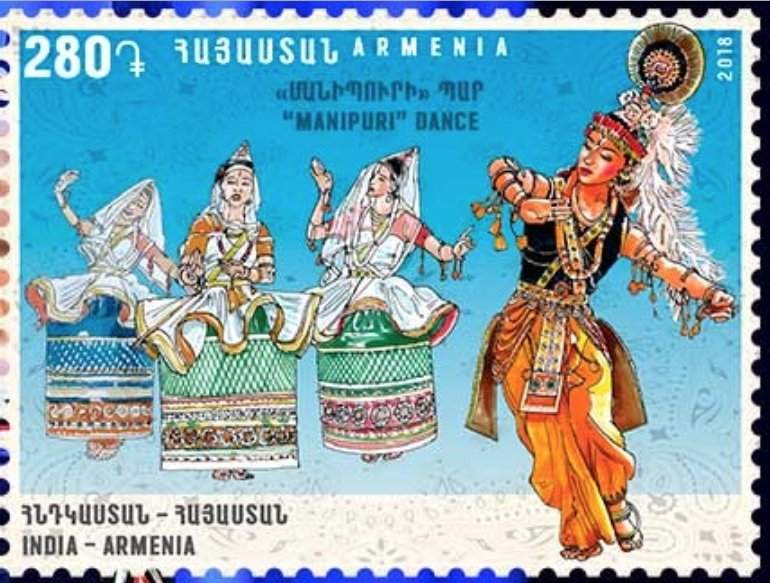
تصویری از رقص Manipuri Raas Leela (Jagoi Raas, Raas Jagoi) یکی از اشکال رسمی رقص کلاسیک هند است که در تمبری از ارمنستان به تصویر کشیده شده‌است.

رقص کلاسیک هندی یا Shastriya Devesh اصطلاحی است برای هنرهای نمایشی مختلف که ریشه در سبک‌های تئاتر موسیقی هندو دارد، که نظریه و عمل آن را می‌توان در متن سانسکریت Natya Shastra دنبال کرد.  آکادمی Sangeet Natak هشت مورد رقص کلاسیک را به رسمیت می‌شناسد - Bharatanatyam، Kathak , Kuchipudi، Odissi، Kathakali , Satriya , Manipuri و Mohiniyattam.
رقص‌ها به‌طور سنتی منطقه ای هستند. آنها از زبان‌های هندی، مالایایی، میتی (مانیپوری)، سانسکریت، تامیل، اودیا، تلوگو یا هر زبان هندی دیگر تشکیل شده‌اند و نشان‌دهنده وحدت ایده‌های اصلی در تنوع سبک‌ها، لباس‌ها و بیان هستند. در حال حاضر ۹ رقص رسمی کلاسیک در هند وجود دارد.

## رساله
ناتیا شسترا رساله اساسی برای رقص‌های کلاسیک هند است، این رساله نظریه رقص Tāṇḍava (شیوا)، نظریه راساً، bhāva، بیان، حرکات، تکنیک‌های بازیگری، گام‌های اساسی، وضعیت‌های ایستاده را توصیف می‌کند - که همه اینها بخشی از رقص‌های کلاسیک هندی   رقص و هنرهای نمایشی را، بیان می‌کنند. این متن باستانی، شکلی از بیان ایده‌های معنوی، فضایل و جوهر متون مقدس است.